# Dustin Heun
Dustin Heun (* 11. April 1984 in Duisburg) ist ein deutscher Fußballspieler.

## Karriere
Heun, dessen Vater Dirk Heun selbst als Profifußballer in der ersten und zweiten Bundesliga für Tennis Borussia Berlin bzw. Rot-Weiß Oberhausen aktiv war, entstammt dem Nachwuchs des KFC Uerdingen 05, bei dem er auch seine ersten Spiele im Herrenbereich bestritt. In seiner ersten Regionalliga-Saison 2002/03 erzielte er für die Krefelder in sieben Spielen zwei Tore.
Nach zwei weiteren Jahren beim KFC und 14 Toren in 57 Spielen wechselte er nach dem Abstieg des KFC zum Zweitligaaufsteiger Eintracht Braunschweig. Dort kam er in seiner ersten Saison 23-mal zum Einsatz, meist lediglich als Joker für wenige Minuten, und konnte dabei kein Tor erzielen. In der Saison 2006/07 wechselte er kurz vor Ende der ersten Transferperiode zum Regionalligisten VfB Lübeck. Dort wurde Heun sofort Stammspieler, erzielte 12 Tore und bereitete drei weitere vor. Dazu kam noch das Siegtor im DFB-Pokal gegen den TSV 1860 München.
In der Winterpause 2007/08 wechselte Heun von Lübeck zum Ligakonkurrenten 1. FC Union Berlin, wo er zunächst einen vielversprechenden Start (mit drei Toren in sechs Spielen) hatte, danach jedoch durch Verletzungspech für den Rest der Rückrunde ausfiel: Zunächst zog er sich im Spiel gegen Rot-Weiß Erfurt einen Innenband- sowie später in der Rehabilitation noch einen Kreuzbandanriss zu. In der Rehabilitationsphase warf ihn im Juni 2008 darüber hinaus noch eine Blinddarm-Operation zurück. Im September 2008 konnte Heun nach über einem halben Jahr Pause wieder das Training beim Drittligisten aufnehmen. Am 18. März 2009 feierte er nach fast genau einem Jahr Spielpause im Spiel gegen Wacker Burghausen sein Comeback für die Eisernen. Im Mai 2009 teilte die sportliche Leitung des 1. FC Union mit, dass der Vertrag mit Dustin Heun am 30. Juni 2009 endet und nicht, wie ursprünglich vorgesehen, verlängert wird.
In der Saison 2009/10 stand Heun beim Regionalligisten 1. FC Kaiserslautern II unter Vertrag. Aufgrund anhaltender Verletzungssorgen beendete er nach der Spielzeit seine Profilaufbahn. 
Von Sommer 2012 bis Sommer 2013 spielte Heun wieder Fußball im Amateurbereich. Er schloss sich dem TSV Geitelde aus der Braunschweiger Kreisklasse an.
Er wurde Sportinvalide, machte eine zweijährige Umschulung, die von der Berufsgenossenschaft finanziert wurde, war ab 2012 Praktikant für Videoanalyse von Lorenz-Günther Köstner, Trainer der 2. Mannschaft des VfL Wolfsburg, und arbeitete ab 2015 als Scout und Analyst bei der U23 des VfL Wolfsburg unter Valérien Ismaël und ab November 2016 als Videoanalyst von Ismael, der Trainer der 1. Mannschaft wurde. Seit März 2017 arbeitet er wieder als Scout für den VfL Wolfsburg. Er ist verheiratet und hat eine Stieftochter.